# Prosser (Nebraska)
Prosser è un comune degli Stati Uniti d'America, situato nello Stato del Nebraska, nella contea di Adams.